# Sleep Well Beast
Albums de The National
Trouble Will Find Me
(2013) I Am Easy to Find
(2019)
Sleep Well Beast est le septième album du groupe de rock indépendant The National, sorti en 2017. Le 28 janvier 2018, l'album remporte le Grammy Award du meilleur album de musique alternative.

## Liste des pistes de l'album
| No  | Titre                                    | Durée |
| --- | ---------------------------------------- | ----- |
| 1.  | Nobody Else Will Be There                | 4:39  |
| 2.  | Day I Die                                | 4:31  |
| 3.  | Walk It Back                             | 5:59  |
| 4.  | The System Only Dreams in Total Darkness | 3:56  |
| 5.  | Born to Beg                              | 4:22  |
| 6.  | Turtleneck                               | 3:00  |
| 7.  | Empire Line                              | 5:23  |
| 8.  | I'll Still Destroy You                   | 5:15  |
| 9.  | Guilty Party                             | 5:38  |
| 10. | Carin at the Liquor Store                | 3:33  |
| 11. | Dark Side of the Gym                     | 4:50  |
| 12. | Sleep Well Beast                         | 6:31  |

## Classements
| Classement musical                         | Meilleure position |
| ------------------------------------------ | ------------------ |
| Allemagne (Media Control AG)               | 4                  |
| Australie (ARIA)                           | 2                  |
| Autriche (Ö3 Austria Top 40)               | 5                  |
| Belgique (Flandre Ultratop)                | 2                  |
| Belgique (Wallonie Ultratop)               | 8                  |
| Canada (Canadian Albums Chart)             | 1                  |
| Danemark (Tracklisten)                     | 2                  |
| Espagne (Promusicae)                       | 8                  |
| États-Unis (Billboard 200)                 | 2                  |
| Finlande (Suomen virallinen lista)         | 3                  |
| France (SNEP)                              | 11                 |
| Irlande (Irish Recorded Music Association) | 1                  |
| Italie (FIMI)                              | 13                 |
| Norvège (VG-lista)                         | 8                  |
| Nouvelle-Zélande (RIANZ)                   | 2                  |
| Pays-Bas (Mega Album Top 100)              | 3                  |
| Portugal (AFP)                             | 1                  |
| Royaume-Uni (UK Albums Chart)              | 1                  |
| Suède (Sverigetopplistan)                  | 2                  |
| Suisse (Schweizer Hitparade)               | 4                  |

## Accueil critique
L'album a recueilli dans l'ensemble de très bonnes critiques musicales, obtenant un score de 85⁄100, sur la base de 35 critiques collectées, sur Metacritic.